# 顏思忠
颜思忠（？—？），字公亮，號心葵，山东莱州府潍县人，明朝政治人物。

## 生平
四月十八日生，治春秋。萬曆十六年（1588年）戊子科山东鄉試第六十七名舉人，萬曆二十三年（1595年）登乙未科三甲二百八名進士。刑部觀政，二十四年八月初授内黄县知县，丁外艰归。服阕，復除故城县知县，立心和平，为政刚断。三十五年七月，考选，三十六年八月授廣西道監察御史，先后任巡漕御史、巡按直隶御史，正色立朝，不避嫌怨，祀鄉賢。

## 家族
曾祖颜富。祖颜軏。父颜儒，省祭官。母王氏。具庆下。娶李氏，子必兴。